# Чівілкой (округ)
Округ Чівілкой (ісп. Chivilcoy) — адміністративно-територіальна одиниця 2-ого рівня у провінції Буенос-Айрес в центральній Аргентині. Адміністративний центр округу — Чівілкой (ісп. Chivilcoy).
Населення округу становить 87510 осіб (2010). Площа — 2075 кв. км.

## Історія
Округ заснований у 1845 році.

## Населення
У 2010 році населення становило 87510 осіб. З них чоловіків — 30744, жінок — 33441.

## Політика
Округ належить до 4-ого виборчого сектору провінції Буенос-Айрес.